# Operacja Wiktorja
Operacja Wiktorja (hebr. מִבְצָע וִיקְטוֹרְיָה, Miwca Wiktorja) – izraelska operacja wojskowa przeprowadzona w nocy z 10 na 11 czerwca 1970 roku, w trakcie wojny na wyczerpanie, której celem było przeprowadzenie desantu na zachodni brzeg Kanału Sueskiego i zaatakowanie umocnionych pozycji egipskich w rejonie Al-Kantary (32 km od Port Saidu).
Operacja była odwetem za egipski atak z 30 maja 1970 roku, w którym zginęło 14 izraelskich żołnierzy, a sześciu zostało rannych. Izraelski atak nie przebiegł tak łatwo, jak zakładało Dowództwo Południowe. Mimo ciężkich walk Izraelczykom udało się jednak zniszczyć egipskie umocnienia i posterunek policji. Zabito od 21 do 30 Egipcjan. Siły Obronne Izraela utraciły 4 zabitych i 12 rannych.

## Tło wydarzeń

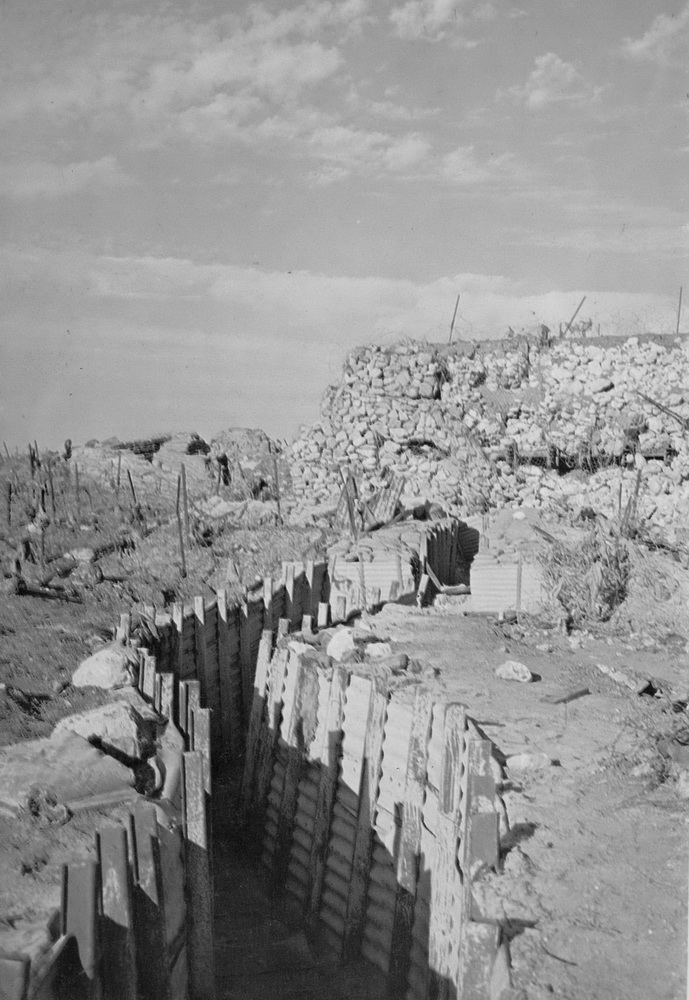
Izraelska linia Bar-Lewa wzdłuż wschodniego wybrzeża Kanału Sueskiego

Koniec wojny sześciodniowej w 1967 roku nie stanowił zakończenia konfliktu arabsko-izraelskiego. Państwa arabskie nie mogły się pogodzić ze zwycięstwem Izraela oraz ze wzrostem jego pozycji w regionie. We wrześniu 1967 roku odbyła się konferencja w Chartumie, na której do głosu doszli zwolennicy prowadzenia zdecydowanej polityki wobec Izraela. Uznali, że nie można prowadzić żadnych negocjacji i rozmów pokojowych z politykami izraelskimi. Egipcjanie nie pogodzili się ze stratą Synaju, a Izrael nie akceptował postanowień Rezolucji Rady Bezpieczeństwa ONZ nr 242 nakazującej mu zwrot zdobytych terytoriów. W wyniku napięć politycznych doszło początkowo do pojedynczych, później regularnych, ostrzałów pozycji jednej i drugiej strony nad Kanałem Sueskim. Toczący się od 1967 do 1970 roku konflikt nazwany został wojną na wyczerpanie. Gamal Abdel Naser wierzył, że przedłużający się zatarg doprowadzi do osłabienia Izraela. W trakcie konfliktu dochodziło do operacji desantowych, naruszeń przestrzeni powietrznych, ostrzałów i wypadów komandosów na tyły wroga. Egipt chciał przez to utrzymać zainteresowanie międzynarodowe sytuacją nad Kanałem Sueskim i zyskać sojuszników. Naser otrzymał szeroką pomoc wojskową ze Związku Radzieckiego. Z kolei Izrael nie chciał pokazać słabości i wycofać się z pozycji na zachodzie Synaju mimo strat wśród żołnierzy stacjonujących na linii Bar-Lewa. Obszar walk w trakcie wojny na wyczerpanie był również poligonem doświadczalnym dla nowego sprzętu amerykańskiego i radzieckiego.

## Operacja

### Preludium
30 maja 1970 roku oddział egipskich komandosów przekroczył Kanał Sueski i przygotował zasadzkę. W jej wyniku 14 izraelskich spadochroniarzy zginęło, sześciu zostało rannych, a dwóch dostało się do niewoli. W związku z tym zdarzeniem Ariel Szaron, wówczas szef Dowództwa Południowego, wraz z Ministerstwem Obrony Izraela podjął decyzję o przeprowadzeniu operacji odwetowej po egipskiej stronie kanału. Sposobowi przeprowadzenia ataku sprzeciwił się szef Sztabu Generalnego SOI Chajjim Bar-Lew, który uważał, że należy ostrzelać egipskie pozycje ogniem artylerii i czołgów, a nie atakować piechotą. Jednak zgoda ministra obrony Moszego Dajana na plan Szarona ucięła dyskusje nad operacją.
Plan zakładał desant sił uderzeniowych na egipski brzeg kanału i nocny atak na umocnione pozycje Egipcjan na długości trzech kilometrów. Do udziału w operacji wyznaczono 20 płetwonurków ze specjalnej Jednostki 707 oraz 140 komandosów z Sajjeret Szaked. Atak miał zostać poprzedzony nalotami Sił Powietrznych Izraela w innych częściach kanału. Dowództwo nad operacją powierzono podpułkownikowi Daniemu Rahawowi-Wolfowi oraz porucznikowi Paciemu z Sajjeret Szaked.

Wsparciem w operacji byli saperzy z Korpusu Inżynieryjnego, kompania pancerna oraz dwie baterie artylerii.

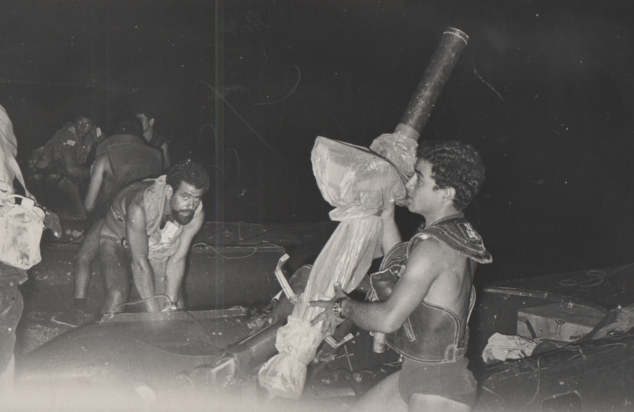
Przygotowania do rozpoczęcia operacji

### Przebieg i skutki
10 czerwca wieczorem rozpoczęto przygotowania do operacji. Wzdłuż Kanału Sueskiego rozstawiono artylerię oraz czołgi. Siły Powietrzne rozpoczęły naloty na pozycje egipskie. O godzinie 20:40, pod osłoną ognia dwunastu czołgów, przeprawę rozpoczęli nurkowie Jednostki 707. O 21:00 na egipskim brzegu kanału utworzyli pięć punktów zbornych na długości 200–250 metrów. Następnie na pontonach przeprawiło się 140 komandosów Sajjeret Szaked.

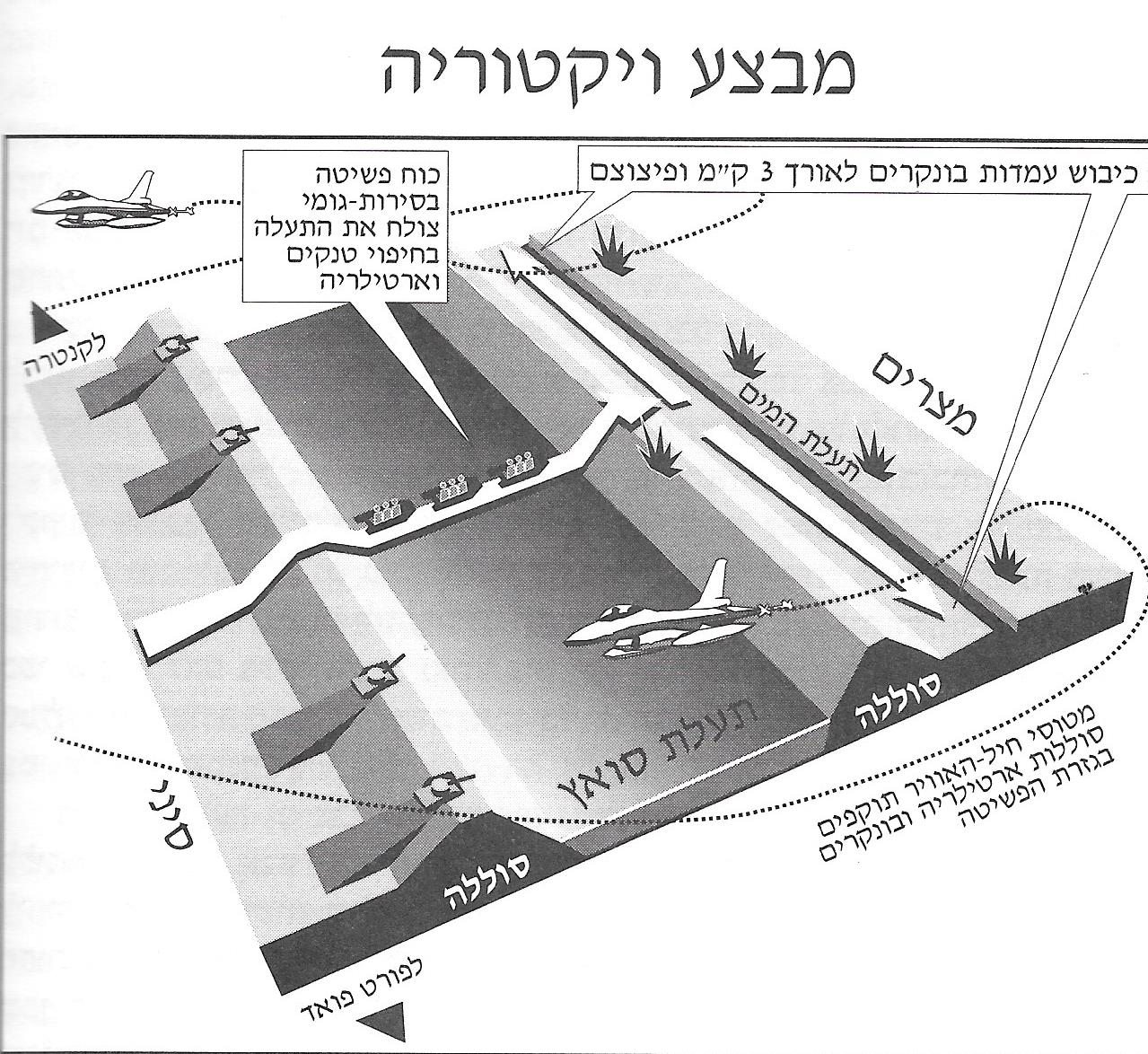
Ilustracja przedstawiająca operację. Po lewej stronie Płw. Synaj, po prawej Egipt.

Jedna z kompanii (o kryptonimie dalet) wyruszyła na południe, blokując drogę do Port Saidu i tory kolejowe linii Al-Kantara – Port Said. Jej celem było odcięcie obszaru operacji i powstrzymanie ewentualnych posiłków egipskich. Pozostałe dwie grupy żołnierzy uczyniły to samo. Kompania gimel wyruszyła na północ od miejsca desantu. W jej kierunku został otwarty ogień, ranny został m.in. dowódca kompanii. Kompania alef po przeprawieniu się na zachodni brzeg kanału ruszyła na północ wzdłuż torów kolejowych. Wszystkie oddziały po dotarciu na wyznaczone pozycje zaatakowały swoje cele. Poszczególne schrony na północy były wysadzane od razu w powietrze, do innych wrzucano granaty. Jeden z oddziałów wysadził znajdujący się 700 metrów od brzegu posterunek. Kompanii dalet udało się dotrzeć do egipskich umocnień oddalonych o ok. 2 km od miejsca izraelskiego desantu. Komandosi byli jednak zmuszeni poprosić o wsparcie ogniem moździerzy. Obszar, na jakim im przyszło działać, stanowiły pola poprzecinane rowami i okopami. Wkrótce siły izraelskie dostały się pod artyleryjski ogień Egipcjan. Rosnąca liczba rannych i przedłużająca się operacja sprawiły, że dowództwo dywizji zaczęło wywierać naciski na ppłk Rahawa-Wolfa, aby zakończył operację. Ten jednak odmówił, zasłaniając się rozkazami Szarona z Dowództwa Południowego. Pięciu rannych zdołano ewakuować z pola walki śmigłowcami. Reszta grup przeprawiła się na Synaj pontonami.

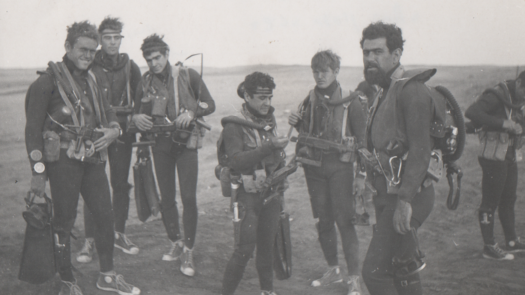
Płetwonurkowie z Jednostki 707

Podczas operacji Izrael stracił czterech żołnierzy, a dwunastu zostało rannych. Po stronie egipskiej zanotowano 21 lub 30 zabitych. Oprócz tego do strat zaliczono wysadzone schrony i umocnienia, a także zniszczony posterunek. Armia egipska podała, że po stronie izraelskiej było 20 zabitych i 40 rannych. Potwierdzono wysadzenie posterunku policji, a straty własne oszacowano na jednego zabitego.
Operacja mimo śmiałych założeń została uznana przez Chajjima Bar-Lewa za porażkę ze względu na straty. Posłużyła ona za argument podważający kompetencje Szarona, który pozostawał z szefem Sztabu Generalnego SOI w osobistym konflikcie. Operacja była pomysłem Szarona na zmianę sposobu prowadzenia konfliktu na bardziej ofensywny i mniej przewidywalny. Chciał on oprzeć działania wojenne na krótkich atakach, które osłabiłyby morale Egipcjan. Ostatecznie uznano, że Izrael nie będzie już więcej przeprowadzał tego typu operacji.